# Otair Nicoletti
Otair Nicoletti (ur. 6 kwietnia 1962 w Fernandópolis) – brazylijski duchowny katolicki, biskup Coxim od 2023.

## Życiorys
18 czerwca 1994 otrzymał święcenia kapłańskie i został inkardynowany do diecezji Dourados. Pracował głównie jako duszpasterz parafialny, był także m.in. rektorem diecezjalnego seminarium, koordynatorem duszpasterstwa powołańoraz przewodniczącym diecezjalnej Caritas.
19 października 2022 papież Franciszek mianował go biskupem diecezji Coxim. Sakry udzielił mu 10 grudnia 2022 biskup Antonino Migliore. Ingres odbył się 7 stycznia 2023.